# Calendrier international féminin UCI 2021
Le calendrier international féminin UCI 2021 regroupe les compétitions féminines de cyclisme sur route organisées sous le règlement de l'Union cycliste internationale durant la saison 2021.
L'UCI World Tour féminin 2021 est présenté séparément. Les critériums ne sont pas notés.

## Calendrier des épreuves
| Calendrier UCI    | Calendrier UCI      | Calendrier UCI                                  | Calendrier UCI | Calendrier UCI                                           | Calendrier UCI |
| Date              | Pays                | Course                                          | Classe         | Vainqueur                                                |                |
| ----------------- | ------------------- | ----------------------------------------------- | -------------- | -------------------------------------------------------- | -------------- |
| 23 janv.          | Nouvelle-Zélande    | Gravel and Tar La Femme                         | 1.2            | Olivia Ray (Rally Cycling)                               |                |
| 5 – 8 fév.        | Émirats arabes unis | Dubai Women's Tour                              | 2.2            | annulé/abandonné                                         |                |
| 20 fév.           | Turquie             | Grand Prix Manavgat Side (Women)                | 1.2            | Tatsiana Sharakova (Minsk Cycling Club)                  |                |
| 21 fév.           | Turquie             | Grand Prix Velo Alanya                          | 1.2            | Alena Ivanchenko                                         |                |
| 27 fév.           | Belgique            | Circuit Het Nieuwsblad                          | 1.Pro          | Anna van der Breggen (SD Worx)                           |                |
| 2 mars            | Belgique            | Le Samyn des Dames                              | 1.1            | Lotte Kopecky (Liv Racing)                               |                |
| 6 mars            | Turquie             | Grand Prix Mediterrennean                       | 1.2            | Hanna Tserakh (Minsk Cycling Club)                       |                |
| 7 mars            | Turquie             | Grand Prix Gündgmus                             | 1.2            | Alena Ivanchenko                                         |                |
| 10 – 12 mars      | Pays-Bas            | Bloeizone Fryslân Tour                          | 2.1            | Ellen van Dijk (Trek-Segafredo)                          |                |
| 14 mars           | Belgique            | GP Oetingen                                     | 1.2            | Elisa Balsamo (Valcar-Travel & Service)                  |                |
| 17 mars           | Belgique            | Nokere Koerse                                   | 1.Pro          | Amy Pieters (SD Worx)                                    |                |
| 21 mars           | Belgique            | Circuit du Westhoek-Mémorial Stive Vermaut      | 1.1            | Christine Majerus (SD Worx)                              |                |
| 31 mars           | Belgique            | À travers les Flandres                          | 1.1            | Annemiek van Vleuten (Movistar Team)                     |                |
| 5 avr.            | Belgique            | Ronde de Mouscron                               | 1.1            | Chiara Consonni (Valcar-Travel & Service)                |                |
| 7 avr.            | Belgique            | Grand Prix de l'Escaut                          | 1.1            | Lorena Wiebes (Team DSM)                                 |                |
| 14 avr.           | Belgique            | Flèche brabançonne                              | 1.1            | Ruth Edwards (Trek-Segafredo)                            |                |
| 18 avr.           | France              | Grand Prix de Chambéry                          | 1.2            | Gladys Verhulst (France)                                 |                |
| 18 avr.           | Espagne             | Tour de la Communauté valencienne               | 1.1            | Chiara Consonni (Valcar-Travel & Service)                |                |
| 24 avr.           | Pays-Bas            | Circuit de Borsele                              | 1.1            | annulé/abandonné                                         |                |
| 29 avr. – 2 mai   | Tchéquie            | Gracia Orlová                                   | 2.2            | annulé/abandonné                                         |                |
| 30 avr. – 2 mai   | Luxembourg          | Festival Elsy Jacobs                            | 2.Pro          | Emma Norsgaard (Movistar Team)                           |                |
| 6 – 9 mai         | Espagne             | Semaine cycliste valencienne                    | 2.1            | Annemiek van Vleuten (Movistar Team)                     |                |
| 8 mai             | Belgique            | Grand Prix Eco-Struct                           | 1.2            | Lorena Wiebes (Team DSM)                                 |                |
| 9 mai             | Belgique            | Trofee Maarten Wynants                          | 1.1            | annulé/abandonné                                         |                |
| 11 – 13 mai       | Chine               | Tour de l'île de Zhoushan II                    | 2.2            | annulé/abandonné                                         |                |
| 13 mai            | Espagne             | Emakumeen Nafarroako Klasikoa                   | 1.1            | Annemiek van Vleuten (Movistar Team)                     |                |
| 14 mai            | Espagne             | Clasica Femenina Navarra                        | 1.1            | Arlenis Sierra (A.R. Monex Women's)                      |                |
| 16 mai            | Belgique            | Flanders Ladies Classic-Sofie De Vuyst          | 1.2            | annulé/abandonné                                         |                |
| 16 mai            | Espagne             | Gran Premio Ciudad de Eibar                     | 1.1            | Anna van der Breggen (SD Worx)                           |                |
| 16 mai            | Chine               | Tour du Wenzhou féminin                         | 1.2            | annulé/abandonné                                         |                |
| 18 mai            | Espagne             | Durango-Durango Emakumeen Saria                 | 1.1            | Anna van der Breggen (SD Worx)                           |                |
| 19 – 23 mai       | France              | Tour de Bretagne                                | 2.1            | annulé/abandonné                                         |                |
| 21 mai            | Pays-Bas            | Veenendaal Veenendaal Classic                   | 1.1            | annulé/abandonné                                         |                |
| 25 – 30 mai       | Allemagne           | Tour de Thuringe                                | 2.Pro          | Lucinda Brand (Trek-Segafredo)                           |                |
| 29 mai – 6 juin   | Chine               | Tour de Taiyuan                                 | 1.2            | annulé/abandonné                                         |                |
| 3 juin            | Canada              | Chrono Gatineau                                 | 1.1            | annulé/abandonné                                         |                |
| 4 juin            | Canada              | Tour de Gatineau                                | 1.1            | annulé/abandonné                                         |                |
| 5 – 6 juin        | Suisse              | Tour de Suisse                                  | 2.1            | Lizzie Deignan (Trek-Segafredo)                          |                |
| 5 juin            | Pays-Bas            | Omloop van de IJsseldelta                       | 1.2            | annulé/abandonné                                         |                |
| 5 juin            | Belgique            | Dwars door het Hageland                         | 1.2            | Chantal van den Broek-Blaak (SD Worx)                    |                |
| 6 juin            | Belgique            | Dwars door de Westhoek                          | 1.1            | Lorena Wiebes (Team DSM)                                 |                |
| 9 – 13 juin       | Guatemala           | Tour féminin du Guatemala                       | 2.2            | Lorena Colmenares (Colombia Tierra de Atletas)           |                |
| 13 juin           | Belgique            | Diamond Tour                                    | 1.1            | Lorena Wiebes (Team DSM)                                 |                |
| 22 – 25 juin      | Belgique            | Tour de Belgique                                | 2.1            | Lotte Kopecky (Liv Racing)                               |                |
| 2 – 11 juill.     | Italie              | Tour d'Italie                                   | 2.Pro          | Anna van der Breggen (SD Worx)                           |                |
| 3 juill.          | Turquie             | Grand Prix Germenica                            | 1.2            | Olga Zabelinskaïa (Cogeas-Mettler-Look Pro Cycling Team) |                |
| 4 juill.          | Belgique            | Argenta Classic-2 Districtenpijl Ekeren-Deurne  | 1.2            | annulé/abandonné                                         |                |
| 4 juill.          | Turquie             | Grand Prix Kahramanmaras                        | 1.2            | Anastasia Chursina (Alé BTC Ljubljana)                   |                |
| 8 – 11 juill.     | Pays-Bas            | Baloise Ladies Tour                             | 2.1            | Lisa Klein (Canyon-SRAM Racing)                          |                |
| 8 – 11 juill.     | Tchéquie            | Tour de Feminin                                 | 2.2            | Joscelin Lowden (Drops-Le Col)                           |                |
| 9 juill.          | États-Unis          | Chrono Kristin Armstrong                        | 1.2            | annulé/abandonné                                         |                |
| 10 juill.         | Turquie             | Grand Prix Erciyes féminin                      | 1.2            | Tamara Dronova (Cogeas-Mettler-Look Pro Cycling Team)    |                |
| 11 juill.         | Turquie             | Grand Prix Kayseri WE                           | 1.2            | Olga Zabelinskaïa (Cogeas-Mettler-Look Pro Cycling Team) |                |
| 11 juill.         | Canada              | Tour de Delta                                   | 1.2            | annulé/abandonné                                         |                |
| 17 juill.         | Turquie             | Grand Prix Velo Erciyes                         | 1.2            | Olga Shekel (A.R. Monex Women's)                         |                |
| 18 juill.         | Turquie             | Grand Prix Develi féminines                     | 1.2            | Tatiana Antoshina (A.R. Monex Women's)                   |                |
| 29 – 30 juill.    | France              | Kreiz Breizh                                    | 2.2            | Anna Henderson (Jumbo-Visma Women Team)                  |                |
| 1 – 3 août        | Suède               | Tour d'Uppsala                                  | 2.2            | annulé/abandonné                                         |                |
| 3 – 8 août        | France              | Tour d'Occitanie                                | 2.2            | annulé/abandonné                                         |                |
| 14 août           | France              | La Périgord Ladies                              | 1.2            | Marta Bastianelli (Alé BTC Ljubljana)                    |                |
| 15 août           | France              | La Picto-Charentaise                            | 1.2            | Marta Lach (Ceratizit-WNT Pro Cycling)                   |                |
| 22 août           | Belgique            | MerXem Classic                                  | 1.1            | annulé/abandonné                                         |                |
| 26 – 29 août      | États-Unis          | Joe Martin Stage Race                           | 2.2            | Skylar Schneider (L39ION of Los Angeles)                 |                |
| 26 – 29 août      | États-Unis          | Colorado Classic                                | 2.1            | annulé/abandonné                                         |                |
| 27 – 29 août      | Italie              | Tour de Toscane féminin-Mémorial Michela Fanini | 2.2            | Arlenis Sierra (A.R. Monex Women's)                      |                |
| 3 – 5 sept.       | Pays-Bas            | Watersley Womens Challenge                      | 2.2            | Marit Raaijmakers (Parkhotel Valkenburg)                 |                |
| 7 – 12 sept.      | Malaisie            | Tour de Malaisie                                | 2.2            | annulé/abandonné                                         |                |
| 8 – 14 sept.      | France              | Tour de l'Ardèche                               | 2.1            | Leah Thomas (Movistar Team)                              |                |
| 12 sept.          | France              | Grand Prix de Fourmies                          | 1.2            | Pfeiffer Georgi (Team DSM)                               |                |
| 17 – 18 sept.     | Belgique            | Tour de la Semois                               | 2.2            | Floortje Mackaij (Team DSM)                              |                |
| 19 sept.          | France              | Grand Prix d'Isbergues                          | 1.2            | Charlotte Kool (NXTG Racing)                             |                |
| 29 sept. – 3 oct. | États-Unis          | Tour of the Gila                                | 2.2            | annulé/abandonné                                         |                |
| 3 oct.            | Italie              | Grand Prix Bruno Beghelli                       | 1.Pro          | annulé/abandonné                                         |                |
| 3 oct.            | Belgique            | Grand Prix Beerens                              | 1.2            | Thalita de Jong (Bingoal-Chevalmeire)                    |                |
| 5 oct.            | Belgique            | Binche Chimay Binche pour Dames                 | 1.2            | Sara Van de Vel (Rupelcleaning-Champion lubricants)      |                |
| 5 oct.            | Italie              | Trois vallées varésines                         | 1.2            | Arlenis Sierra (A.R. Monex Women's)                      |                |
| 15 oct.           | France              | La Classique Morbihan                           | 1.1            | Sofia Bertizzolo (Liv Racing)                            |                |
| 16 oct.           | France              | Grand Prix de Plumelec-Morbihan                 | 1.1            | Chiara Consonni (Valcar-Travel & Service)                |                |
| 17 oct.           | France              | Chrono des Nations-Les Herbiers-Vendée          | 1.1            | Marlen Reusser (Alé BTC Ljubljana)                       |                |
| 22 oct.           | Pays-Bas            | Drentse 8                                       | 1.2            | Chantal van den Broek-Blaak (SD Worx)                    |                |
| 10 – 12 déc.      | Thaïlande           | Tour de Thaïlande                               | 2.1            | Chaniporn Batriya (Thailand Women's cycling team)        |                |

## Classements finals
| Classement par points | Classement par points | Classement par points | Classement par points              | Classement par points |
| Coureuse              | Coureuse              | Pays                  | Équipe                             | Points                |
| --------------------- | --------------------- | --------------------- | ---------------------------------- | --------------------- |
| 1re                   | Annemiek van Vleuten  | Pays-Bas              | Movistar Team                      | 5053 pts              |
| 2e                    | Elisa Longo Borghini  | Italie                | Trek-Segafredo                     | 3485 pts              |
| 3e                    | Marianne Vos          | Pays-Bas              | Jumbo-Visma Women Team             | 3378 pts              |
| 4e                    | Demi Vollering        | Pays-Bas              | SD Worx                            | 3343 pts              |
| 5e                    | Anna van der Breggen  | Pays-Bas              | SD Worx                            | 2732 pts              |
| 6e                    | Marlen Reusser        | Suisse                | Alé BTC Ljubljana                  | 2364 pts              |
| 7e                    | Katarzyna Niewiadoma  | Pologne               | Canyon-SRAM Racing                 | 2223 pts              |
| 8e                    | Lotte Kopecky         | Belgique              | Liv Racing                         | 2152 pts              |
| 9e                    | Cecilie Uttrup Ludwig | Danemark              | FDJ-Nouvelle Aquitaine-Futuroscope | 2140 pts              |
| 10e                   | Lisa Brennauer        | Allemagne             | Ceratizit-WNT Pro Cycling          | 1969 pts              |

| Classement par points | Classement par points | Classement par points | Classement par points              | Classement par points |
| Coureuse              | Coureuse              | Pays                  | Équipe                             | Points                |
| --------------------- | --------------------- | --------------------- | ---------------------------------- | --------------------- |
| 1re                   | Annemiek van Vleuten  | Pays-Bas              | Movistar Team                      | 5053 pts              |
| 2e                    | Elisa Longo Borghini  | Italie                | Trek-Segafredo                     | 3485 pts              |
| 3e                    | Marianne Vos          | Pays-Bas              | Jumbo-Visma Women Team             | 3378 pts              |
| 4e                    | Demi Vollering        | Pays-Bas              | SD Worx                            | 3343 pts              |
| 5e                    | Anna van der Breggen  | Pays-Bas              | SD Worx                            | 2732 pts              |
| 6e                    | Marlen Reusser        | Suisse                | Alé BTC Ljubljana                  | 2364 pts              |
| 7e                    | Katarzyna Niewiadoma  | Pologne               | Canyon-SRAM Racing                 | 2223 pts              |
| 8e                    | Lotte Kopecky         | Belgique              | Liv Racing                         | 2152 pts              |
| 9e                    | Cecilie Uttrup Ludwig | Danemark              | FDJ-Nouvelle Aquitaine-Futuroscope | 2140 pts              |
| 10e                   | Lisa Brennauer        | Allemagne             | Ceratizit-WNT Pro Cycling          | 1969 pts              |

| Classement par équipes aux points | Classement par équipes aux points  | Classement par équipes aux points | Classement par équipes aux points |
| Équipe                            | Équipe                             | Pays                              | Points                            |
| --------------------------------- | ---------------------------------- | --------------------------------- | --------------------------------- |
| 1re                               | SD Worx                            | Pays-Bas                          | 12389 pts                         |
| 2e                                | Trek-Segafredo                     | États-Unis                        | 9158 pts                          |
| 3e                                | Movistar Team                      | Espagne                           | 9067 pts                          |
| 4e                                | Team DSM                           | Allemagne                         | 6414 pts                          |
| 5e                                | Alé BTC Ljubljana                  | Italie                            | 6396 pts                          |
| 6e                                | Canyon-SRAM Racing                 | Allemagne                         | 6107 pts                          |
| 7e                                | Liv Racing                         | Pays-Bas                          | 5834 pts                          |
| 8e                                | FDJ-Nouvelle Aquitaine-Futuroscope | France                            | 5730 pts                          |
| 9e                                | Jumbo-Visma                        | Pays-Bas                          | 5413 pts                          |
| 10e                               | Team BikeExchange                  | Australie                         | 3695 pts                          |

| Classement par équipes aux points | Classement par équipes aux points  | Classement par équipes aux points | Classement par équipes aux points |
| Équipe                            | Équipe                             | Pays                              | Points                            |
| --------------------------------- | ---------------------------------- | --------------------------------- | --------------------------------- |
| 1re                               | SD Worx                            | Pays-Bas                          | 12389 pts                         |
| 2e                                | Trek-Segafredo                     | États-Unis                        | 9158 pts                          |
| 3e                                | Movistar Team                      | Espagne                           | 9067 pts                          |
| 4e                                | Team DSM                           | Allemagne                         | 6414 pts                          |
| 5e                                | Alé BTC Ljubljana                  | Italie                            | 6396 pts                          |
| 6e                                | Canyon-SRAM Racing                 | Allemagne                         | 6107 pts                          |
| 7e                                | Liv Racing                         | Pays-Bas                          | 5834 pts                          |
| 8e                                | FDJ-Nouvelle Aquitaine-Futuroscope | France                            | 5730 pts                          |
| 9e                                | Jumbo-Visma                        | Pays-Bas                          | 5413 pts                          |
| 10e                               | Team BikeExchange                  | Australie                         | 3695 pts                          |

| \| Rang \| Pays \| Points \| \| ---- \| ----------- \| -------- \| \| 1er \| Pays-Bas \| 16147,99 \| \| 2e \| Italie \| 8411 \| \| 3e \| Danemark \| 4338,99 \| \| 4e \| Allemagne \| 4212 \| \| 5e \| Suisse \| 4072 \| \| 6e \| États-Unis \| 3637 \| \| 7e \| Royaume-Uni \| 3579,01 \| \| 8e \| Australie \| 3514 \| \| 9e \| France \| 3259 \| \| 10e \| Belgique \| 3254,99 \| |             |          |
| Rang | Pays        | Points   |
| 1er | Pays-Bas    | 16147,99 |
| 2e | Italie      | 8411     |
| 3e | Danemark    | 4338,99  |
| 4e | Allemagne   | 4212     |
| 5e | Suisse      | 4072     |
| 6e | États-Unis  | 3637     |
| 7e | Royaume-Uni | 3579,01  |
| 8e | Australie   | 3514     |
| 9e | France      | 3259     |
| 10e | Belgique    | 3254,99  |